# Tầng nhiệt

Tầng nhiệt là một lớp của khí quyển Trái Đất nằm trực tiếp ngay trên tầng trung lưu và ngay phía dưới tầng ngoài. Trong phạm vi tầng này các bức xạ tia cực tím gây ra sự ion hóa.
Tầng nhiệt bắt đầu từ khoảng 80-90 km phía trên mực nước biển. Ở các cao độ lớn như thế này, các khí còn lại của khí quyển phân chia ra thành các lớp theo phân tử lượng (xem khoảng lặng nhiễu loạn). Nhiệt độ trong tầng nhiệt tăng lên theo độ cao do sự hấp thụ bức xạ Mặt Trời cao năng lượng bởi một lượng nhỏ oxy còn sót lại ở đây. Nhiệt độ phụ thuộc mạnh vào hoạt động của mặt trời và có thể lên cao tới 1.500°C. Bức xạ làm cho các hạt trong khí quyển thuộc tầng này trở thành mang điện (xem tầng điện li), cho phép các sóng radio được phản xạ trở lại và có thể nhận được tại các điểm vượt ra khỏi khoảng cách tới đường chân trời. Tại tầng ngoài, bắt đầu ở cao độ khoảng 500-2.000 km trên bề mặt Trái Đất, khí quyển pha trộn lẫn với khoảng không liên hành tinh.
Một ít các hạt khí trong khu vực này có thể đạt tới nhiệt độ 2.500 °C (4532°F) trong thời gian ban ngày. Mặc dù nhiệt độ của các hạt cao như vậy, nhưng nếu con người có mặt tại đây thì vẫn không cảm thấy ấm, do mật độ khí của nó là thấp gần tới mức chân không nên không có đủ độ tiếp xúc cần thiết với các nguyên tử khí để truyền nhiệt. Các nhiệt kế thông thường sẽ chỉ các nhiệt độ dưới 0 °C.
Từ khu vực phía trên của tầng này là tầng điện li.
Động lực học của lớp dưới của tầng nhiệt (dưới khoảng 120 km) chủ yếu là do dao động khí quyển có chu kỳ, mà nguyên nhân gây ra nó một phần là do sự đốt nóng rất đáng kể trong thời gian ban ngày. Dao động khí quyển biến mất phía trên mức này do mật độ phân tử quá thấp không còn hỗ trợ chuyển động cố kết cần thiết cho các dòng chất lưu.
Trạm vũ trụ quốc tế (ISS) có quỹ đạo ổn định trong phần trên của tầng nhiệt, trong khoảng cao độ từ 320 tới 380 km. Hiện tượng cực quang cũng diễn ra tại tầng nhiệt. Đường Kármán theo định nghĩa của Liên đoàn Hàng không Quốc tế (FAI) nằm tại độ cao 100 km, như là ranh giới giữa khí quyển Trái Đất và khoảng không vũ trụ cũng nằm trong tầng này. Nó là đường ranh giới được định nghĩa mang tính ngẫu nhiên mà không dựa trên các cơ sở khoa học.